# Rubén Pagliari
Rubén Pagliari, né le 20 septembre 1927, est un ancien joueur argentin de basket-ball.

## Palmarès
- Finaliste des Jeux panaméricains 1955